# جوانا فولر
جوانا فولر (بالإنجليزية: Joanna S. Fowler)‏ هي عالمة كيمياء نووية أمريكية في مجال الطب نووي، حائزة على جائزة قلادة العلوم الوطنية الأمريكية (2008).

## وصلات خارجية
- الموقع الرسمي لجائزة قلادة العلوم الوطنية الأمريكية